# Церква Святого Миколая (Скобелка)
Церква Святителя і Чудотворця Миколая — чинна мурована церква у селі Скобелка, Луцького району, Волинської області. Пам'ятка архітектури місцевого значення, охоронний номер 135-м. Парафія належить до Горохівського деканату Волинської єпархії Православної церкви України. Престольне свято — 6 грудня (Святого Миколая).

## Історія
Стару дерев'яну церкву, яка стояла церква в іншому місці, було розібрана та передана у село Марковичі. 
За виручені кошти парафіяни збудували у 1814 році нову мурована церкву, на місці колишнього єврейської крамниці. 
До 1936 року церква не мала купола. 
Під час радянської окупації, у 1961 році, служба Божа була заборонена, а церква знята з реєстрації. Приміщення церкви використали під склад мінеральних добрив. 
У 1990 році церкву передали парафіянам. Відкриття відремонтованої церкви відбулось у 1991 році.

### Перехід з УПЦ МП до ПЦУ
20 січня 2019 року парафія перейшла до Православної Церкви України, хоча на захист УПЦ МП приїхали немісцеві молодики спортивної статури.

## Архітектура
Церква муровна, одноверха, тридільна. Над навою, восьмибічний барабан завершений восьмибічною банею з ліхтарем та маківкою. Головні двері у бабинці, під прибудованим ґанком. Стовпова у плані дзвіниця, під пірамідальним наметовим дахом, знаходиться навпроти входу у церкву.

## Світлини

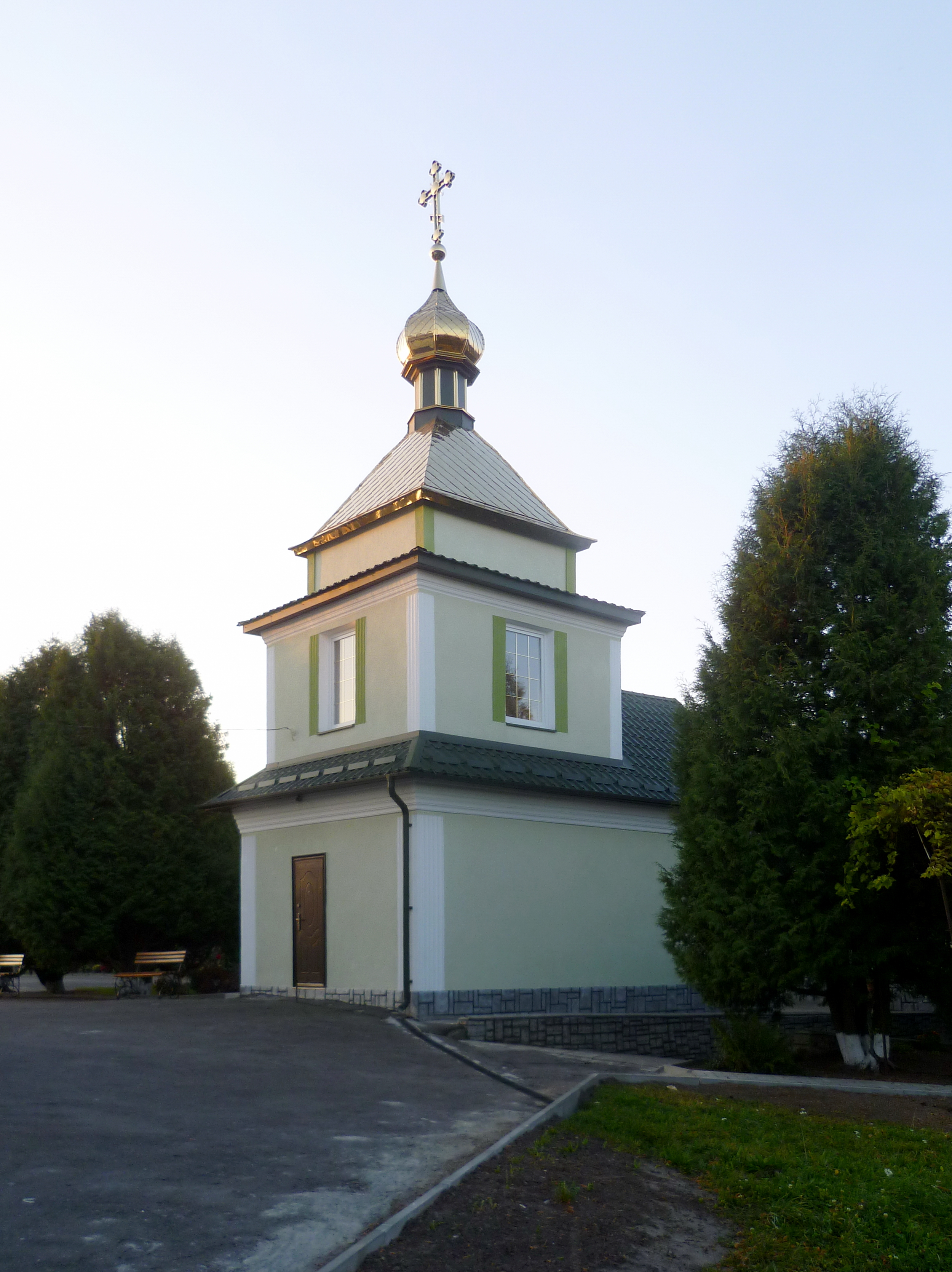
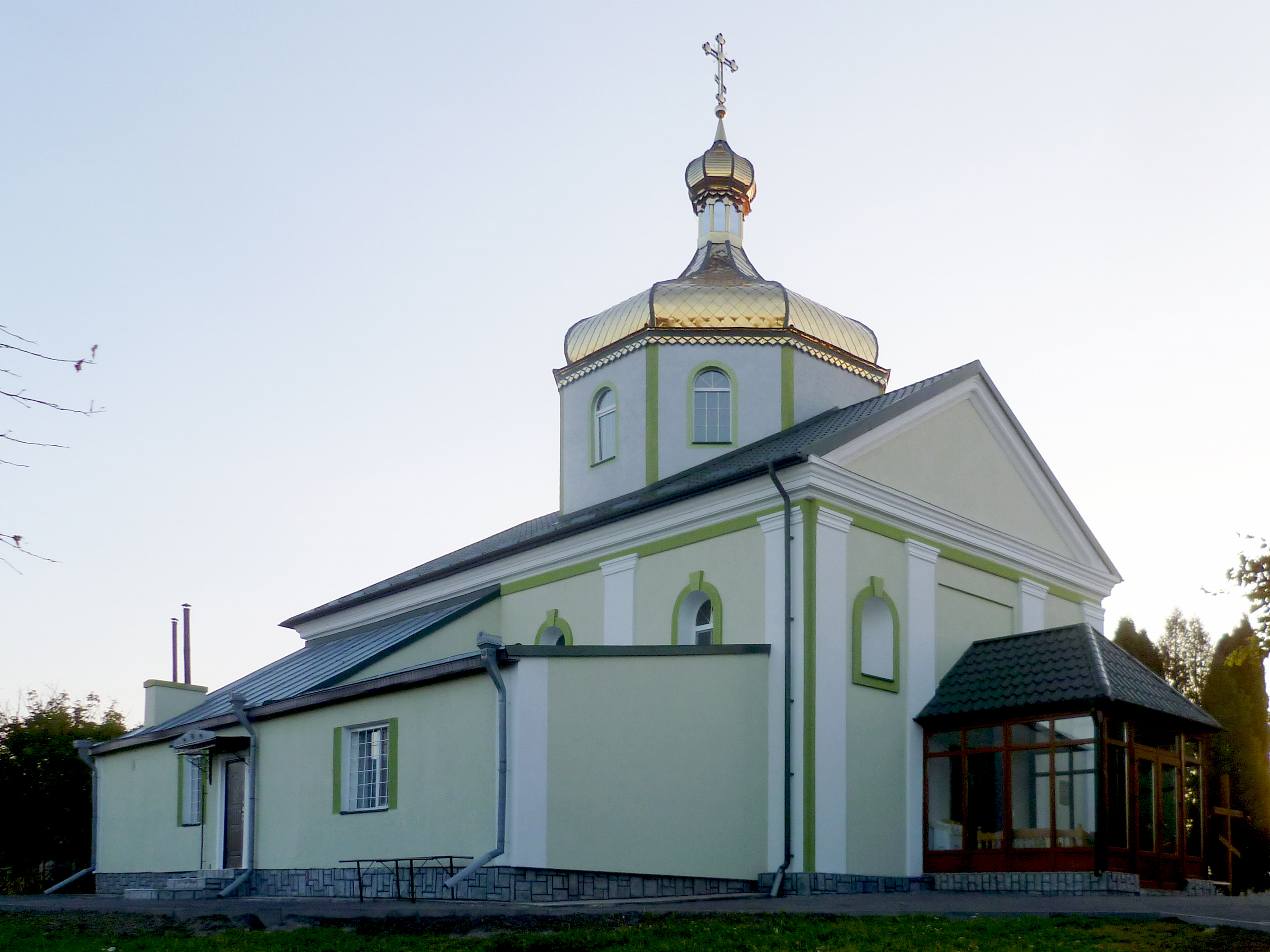
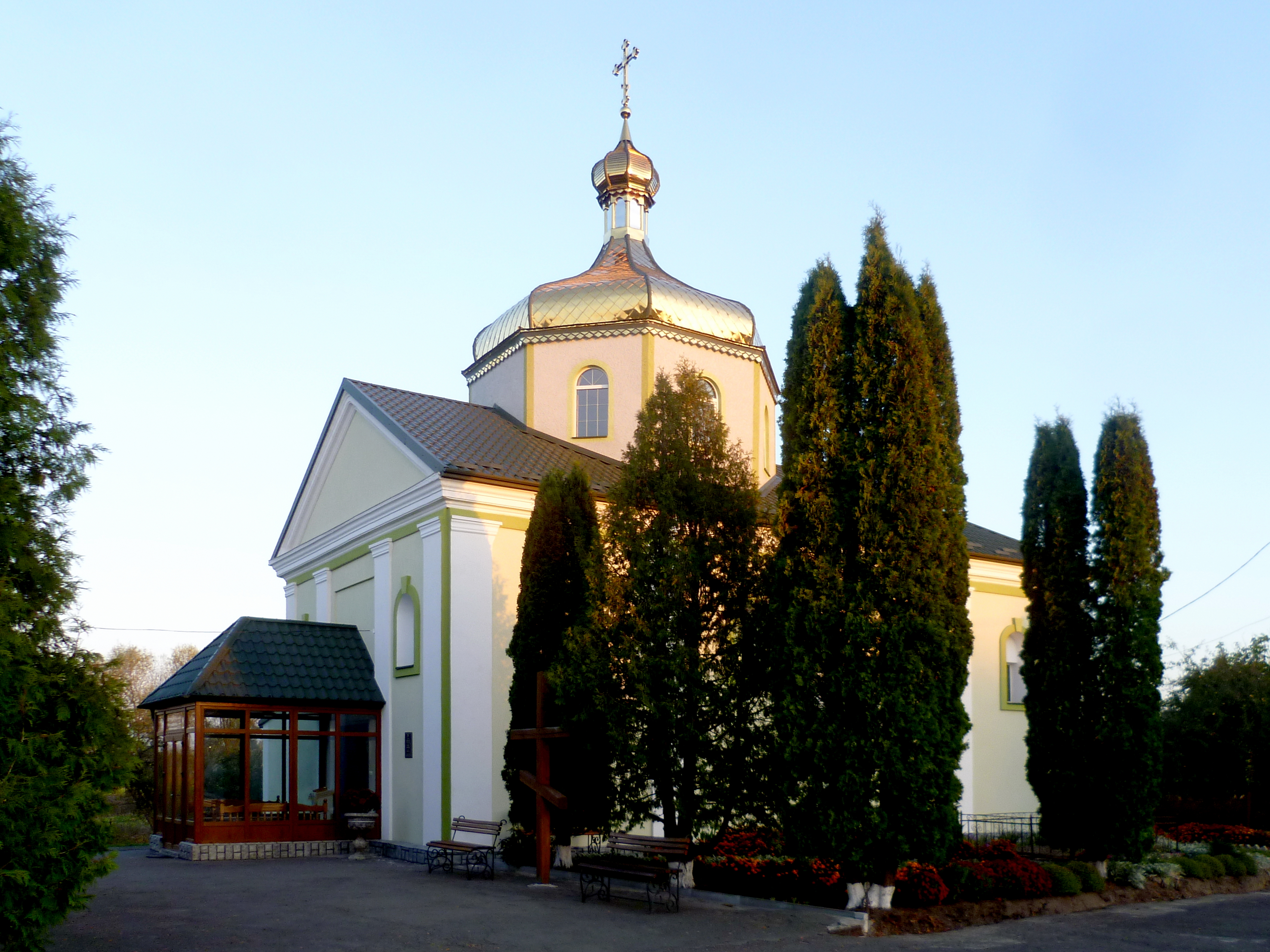
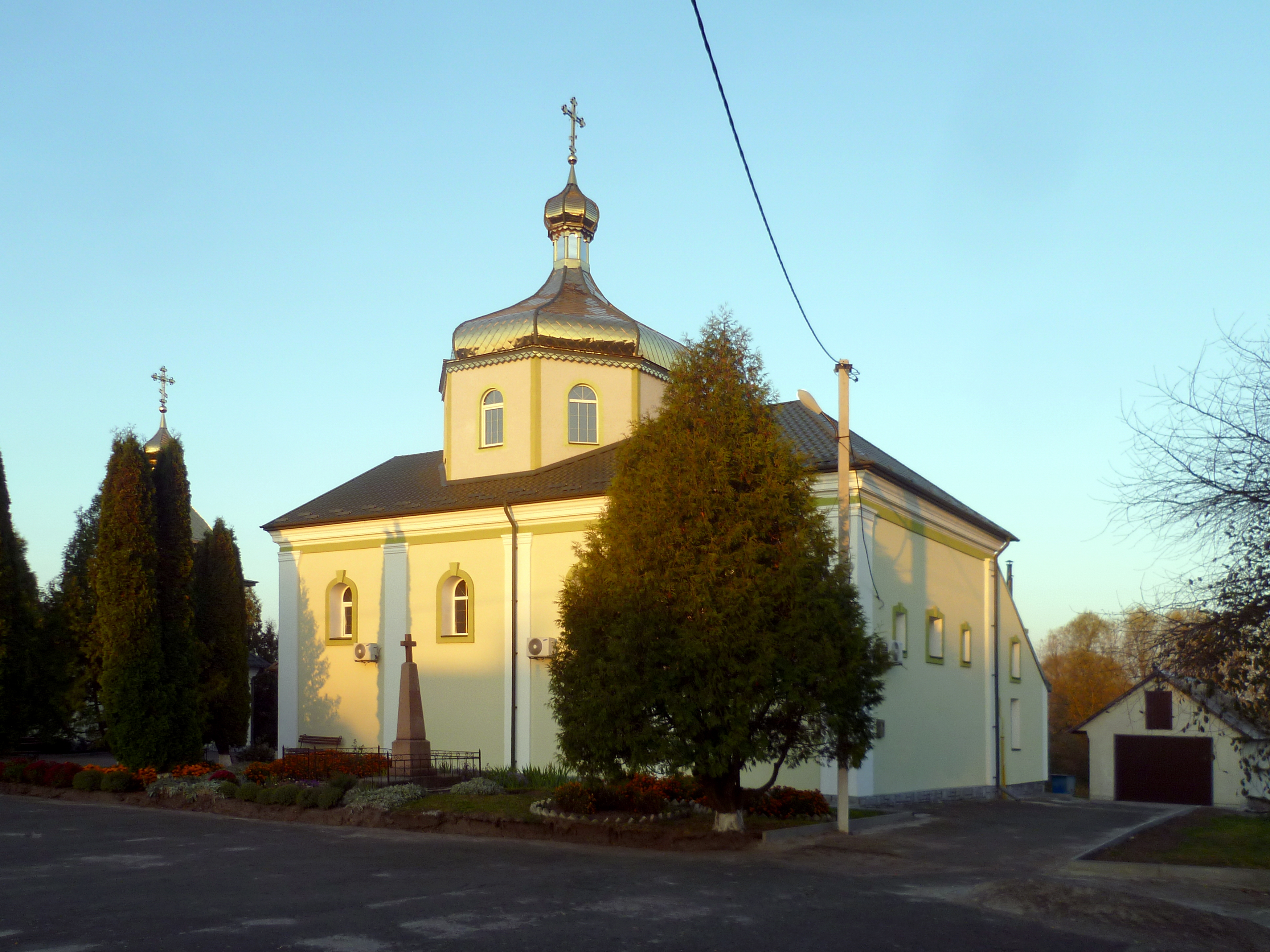
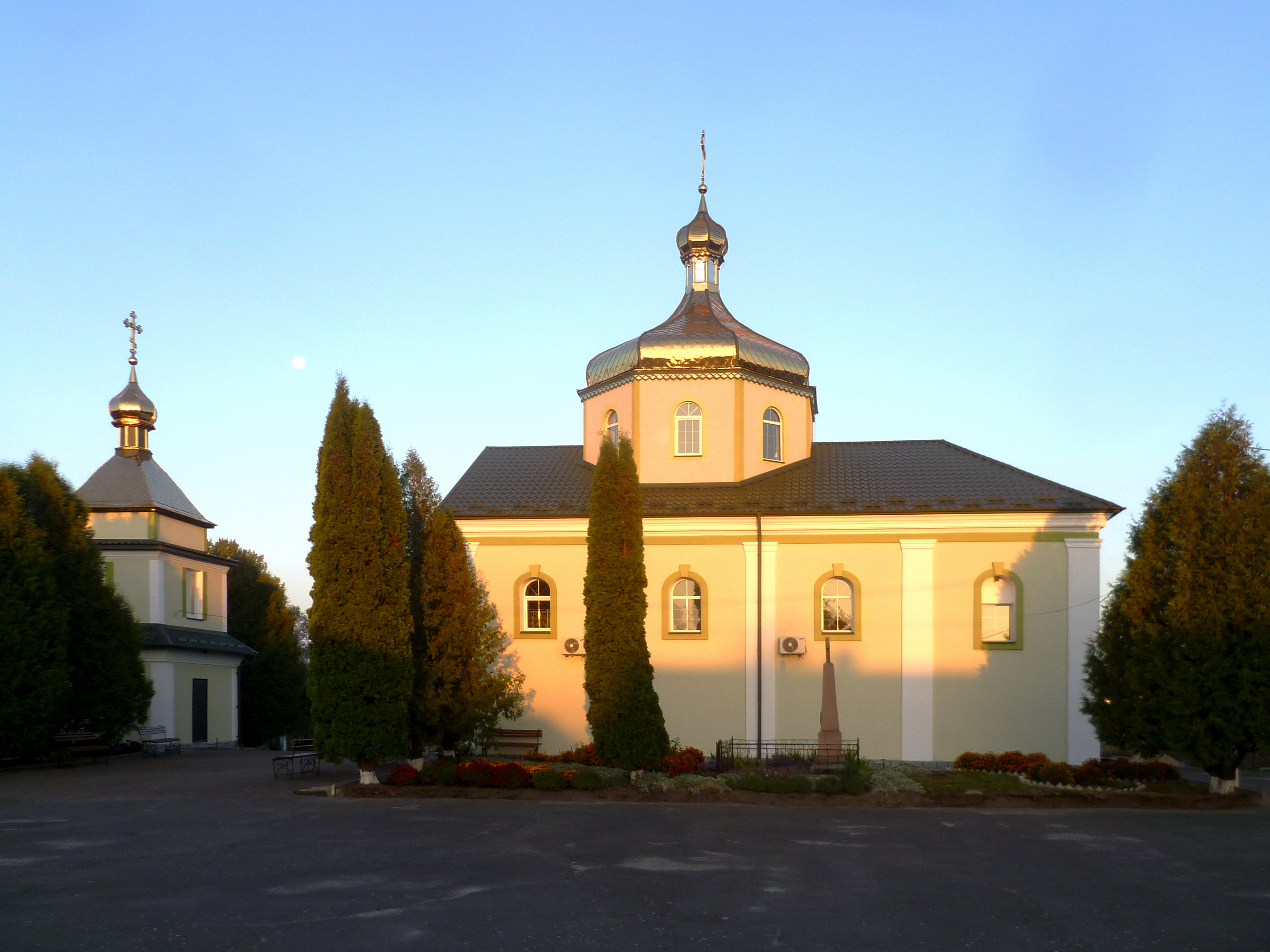